# Landkreis Kraśnik
Powiat Kraśnik (niem. Landkreis Kraśnik, Kreishauptmannschaft Kraśnik, pol. powiat kraśnicki) – jednostka podziału administracyjnego Generalnego Gubernatorstwa w latach 1942–1944, wchodząca w skład dystryktu lubelskiego. Siedziba powiatu znajdowała się w Kraśniku.
Po wybuchu II wojny światowej i agresji ZSRR na Polskę obszar II Rzeczypospolitej przedzieliła Linia Mołotowa. Na części terenów II RP okupowanych wojskowo przez III Rzeszę (a więc tej, która nie została anektowana bezpośrednio przez Niemców), na podstawie dekretu Adolfa Hitlera z 12 października 1939 (z mocą obowiązującą od 26 października 1939), utworzono jednostkę administracyjno-terytorialną o nazwie Generalne Gubernatorstwo. Generalne Gubernatorstwo podzielone na cztery dystrykty, a te z kolei były podzielone na powiaty, gminy zbiorowe i wsie (właściwie dawne polskie gromady).
Landkreis Kraśnik powstał w dystrykcie lubelskim 1 października 1942 z obszaru zniesionego Landkreis Janow-Lubelski. Powiat obejmował 3 miasta (Janów Lubelski, Kraśnik i Ulanów) i 19 gmin zbiorowych: Annopol, Batorz, Brzozówka, Chrzanów, Dzierzkowice, Gościeradów, Jarocin, Kawęczyn, Kosin, Modliborzyce, Potok, Pysznica, Radomyśl nad Sanem, Trzydnik, Ulanów II, Urzędów, Wilkołaz, Zaklików i Zakrzówek, które podzielone były na 260 wsi (gromad).
Landkreis Kraśnik funkcjonował do 25 lipca 1944. 22 sierpnia 1944 przywrócono powiat janowski o przedwojennych granicach w nowym województwie lubelskim, natomiast gminy i gromady na lewym brzegu Sanu powróciły do powiatów niżańskiego i tarnobrzeskiego w resztkowym województwie lwowskim, gdzie pozostały aż do utworzenia na tym obszarze województwa rzeszowskiego z dniem 18 sierpnia 1945. 9 sierpnia 1945 powiat janowski zniesiono, a z jego obszaru utworzono powiat kraśnicki, a wiec kopiując model administracyjny z okresu wojny. Dopiero w 1956 roku z części powiatu kraśnickiego wyodrębniono ponownie – znacznie mniejszy – powiat janowski.

## Miejscowości
Lista największych miejscowości w Landkreis Kraśnik w 1943 roku.
| Miejscowość             | Status | Liczba mieszkańców 1.III.1943 | Gmina          |
| ----------------------- | ------ | ----------------------------- | -------------- |
| Kraśnik                 | miasto | 11682                         | Kraśnik        |
| Urzędów                 | wieś   | 4411                          | Urzędów        |
| Janów Lubelski          | miasto | 3828                          | Janów Lubelski |
| Godziszów               | wieś   | 3355                          | Kawęczyn       |
| Zaklików                | wieś   | 2644                          | Zaklików       |
| Pysznica                | wieś   | 2476                          | Pysznica       |
| Jastkowice              | wieś   | 2329                          | Pysznica       |
| Zdziłowice              | wieś   | 2243                          | Batorz         |
| Ulanów                  | miasto | 2085                          | Ulanów         |
| Zdziechowice            | wieś   | 2060                          | Zaklików       |
| Zakrzówek os.           | wieś   | 2050                          | Zakrzówek      |
| Zarzecze                | wieś   | 1999                          | Pysznica       |
| Krzemień                | wieś   | 1955                          | Kawęczyn       |
| Biała Ordynacka         | wieś   | 1817                          | Kawęczyn       |
| Kłyżów                  | wieś   | 1768                          | Pysznica       |
| Księżomierz             | wieś   | 1675                          | Gościeradów    |
| Bystrzyca               | wieś   | 1649                          | Zakrzówek      |
| Rudnik                  | wieś   | 1513                          | Zakrzówek      |
| Modliborzyce            | wieś   | 1448                          | Modliborzyce   |
| Lipa                    | wieś   | 1396                          | Zaklików       |
| Gościeradów             | wieś   | 1352                          | Gościeradów    |
| Majdan                  | wieś   | 1333                          | Zakrzówek      |
| Rzeczyca Księża         | wieś   | 1320                          | Trzydnik       |
| Wilkołaz I              | wieś   | 1320                          | Wilkołaz       |
| Wierzchowiska I         | wieś   | 1307                          | Brzozówka      |
| Studzianki              | wieś   | 1294                          | Zakrzówek      |
| Sulów                   | wieś   | 1275                          | Zakrzówek      |
| Stróża                  | wieś   | 1266                          | Brzozówka      |
| Rzeczyca Ziemiańska     | wieś   | 1244                          | Trzydnik       |
| Wilkołaz II             | wieś   | 1244                          | Wilkołaz       |
| Otrocz                  | wieś   | 1227                          | Chrzanów       |
| Potok Stany             | wieś   | 1226                          | Potok          |
| Świeciechów             | wieś   | 1160                          | Annopol        |
| Chrzanów IV             | wieś   | 1157                          | Chrzanów       |
| Annopol                 | wieś   | 1122                          | Annopol        |
| Wólka Tanewska          | wieś   | 1121                          | Ulanów II      |
| Borów                   | wieś   | 1113                          | Kosin          |
| Dzierzkowice Góry-Rynek | wieś   | 1105                          | Dzierzkowice   |
| Bieliny                 | wieś   | 1096                          | Ulanów II      |
| Błażek                  | wieś   | 1090                          | Brzozówka      |
| Blinów I                | wieś   | 1086                          | Dzierzkowice   |
| Grabówka                | wieś   | 1071                          | Annopol        |
| Chwałowice              | wieś   | 1070                          | Radomyśl       |
| Janiszów                | wieś   | 1068                          | Kosin          |
| Dzierzkowice-Podwody    | wieś   | 1050                          | Dzierzkowice   |
| Opoka Duża              | wieś   | 1045                          | Kosin          |
| Potok Wielki            | wieś   | 1036                          | Potok          |
| Radomyśl                | wieś   | 1030                          | Radomyśl       |
| Dzierzkowice-Zastawie   | wieś   | 1000                          | Dzierzkowice   |